# Памятники архитектуры национального значения в Днепре
В настоящее время в городе Днепре и его пригородах 22 памятника архитектуры национального значения.

## Список памятников архитектуры национального значения в Днепре
1. Днепровский драматический театр имени Т. Шевченко
2. Гостиница «Астория»
3. Государственное училище культуры
4. Государственный областной украинский дом (ДК им. Ильича)
5. Дворец Студентов ДНУ
6. Дом губернатора
7. Днепропетровский дом органной и камерной музыки
8. Екатеринославская суконная фабрика
9. Здание Английского клуба
10. Здание Земской больницы
11. Днепропетровский национальный исторический музей им. Д.И. Яворницкого
12. Крепость Кодак
13. Национальный горный университет
14. Новобогородицкая крепость
15. Днепропетровский областной совет
16. Екатеринославская мужская классическая гимназия
17. Екатеринославское реальное училище
18. Днепровский академический театр драмы и комедии
19. Свято-Николаевский храм (Игрень)
20. Свято-Николаевский храм (Днепр)
21. Днепропетровская филармония
22. Спасо-Преображенский собор